# Governo Mišustin I
Il Governo Mišustin I (in russo Правительство Мишустина?, Pravitel'stvo Mišustina) è stato il 56º Governo della Federazione Russa, in carica dal 21 gennaio 2020 all’11 maggio 2024 (sebbene dimissionario dal precedente 7 maggio), per un totale di 4 anni, 4 mesi e 20 giorni. Esso fu guidato dal Primo Ministro Michail Mišustin. 
Del governo, oltre al Presidente, hanno fatto parte vari vicepresidenti e 21 ministri federali. Tre vicepresidenti e 12 ministri federali dell'esecutivo Mišustin erano membri del precedente governo che sono stati confermati nei loro ruoli.

## Storia

### Formazione

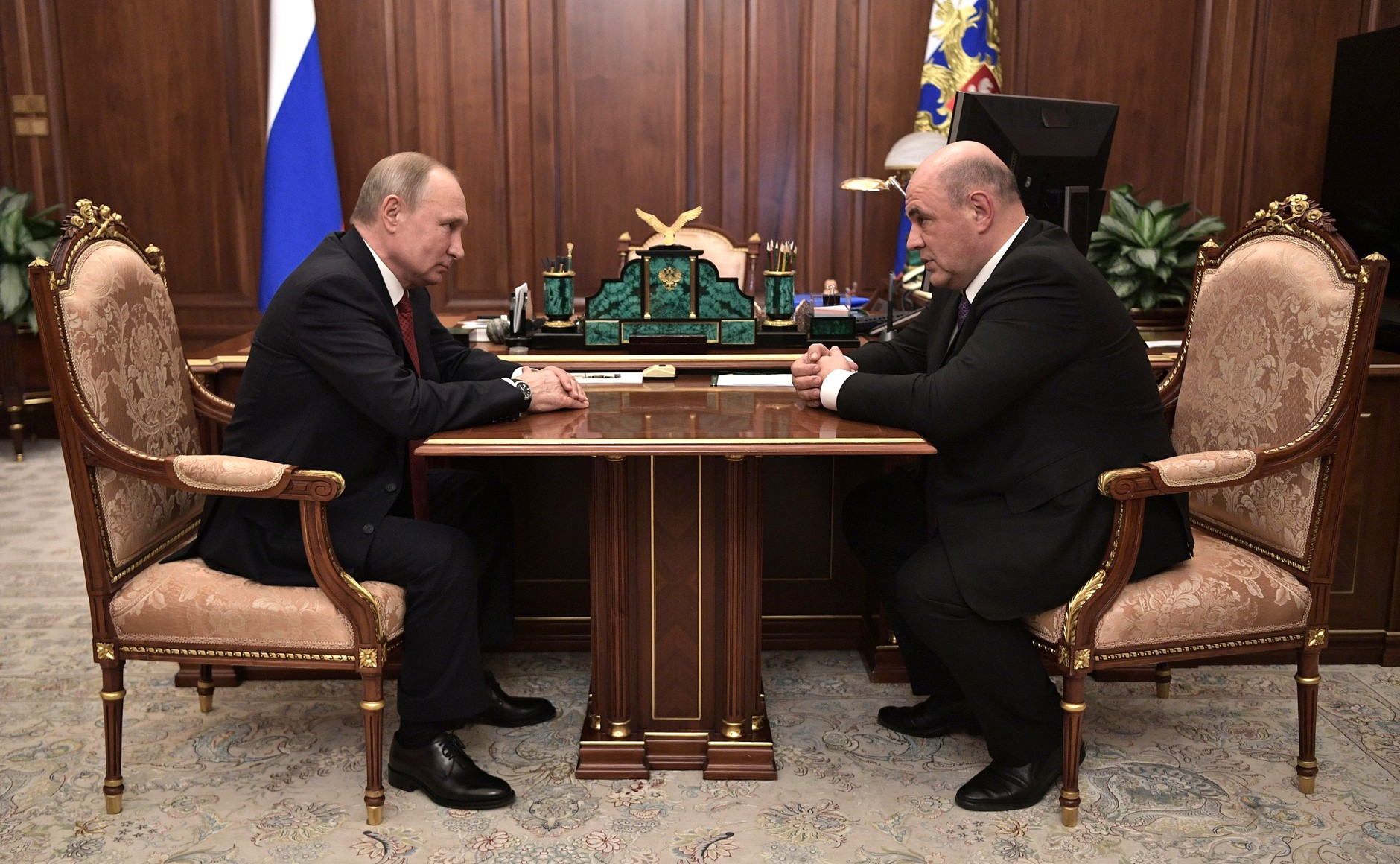
Il Presidente Putin durante un colloquio con il nominato Primo Ministro Mišustin, 15 gennaio 2020

La sua composizione è stata ufficializzata con decreto del Capo dello Stato Vladimir Putin il 21 gennaio 2020, su proposta dello stesso Primo Ministro Mišustin, dopo che il Presidente stesso aveva conferito, in data 16 gennaio 2020, l’incarico di formare un esecutivo a quest’ultimo, dopo il voto favorevole della Duma di Stato (che lo ha approvato, per la prima volta nella storia del paese, senza un almeno un parlamentare che votasse contro). 
Il giorno prima, infatti, si era dimesso il precedente governo, presieduto da Dmitrij Medvedev, subito dopo il messaggio al Parlamento del Capo dello Stato in cui erano stati dettati gli indirizzi da perseguire nell'immediato: tra gli altri punti in questione, da un lato vi erano politiche sociali finalizzate all'incremento del tasso di natalità, alla tutela delle famiglie e alla crescita del reddito familiare e della qualità della vita dei cittadini, dall'altro una riforma costituzionale che desse maggiori poteri alla Duma nella fase di assegnazione dei ruoli del Primo ministro, dei suoi vice e di parte dei ministri.

#### Differenze con il precedente esecutivo
Rispetto al precedente esecutivo, nel governo Mišustin è stato soppresso il Ministero del Caucaso settentrionale, le cui competenze sono state assegnate al Ministero dello sviluppo economico. È passata invece dal controllo di quest'ultimo a quello del Ministero delle Finanze l'Agenzia federale per la gestione delle proprietà statali, mentre il Servizio del catasto e della cartografia, quello del controllo sanitario e l'Agenzia federale medico-biologica sono diventate strutture autonome di diretta competenza del governo.

### Elezioni del 2021
Sebbene il governo avesse giurato nella VII legislatura (ossia quella emersa dalle elezioni parlamentari del 2016), essendo rimasto in carica (con un piccolo rimpasto) anche in seguito all’insediamento della successiva VIII legislatura (ossia quella emersa dalle elezioni parlamentari del 2021), per prassi costituzionale l’esecutivo si è obbligatoriamente dovuto presentare anche dinnanzi a quest’ultima per ricevere una riconferma della fiducia parlamentare, la quale è stata concessa a grande maggioranza.

### Dimissioni
Il 7 maggio, in seguito ad un importante rimpasto politico effettuato dal Presidente della Repubblica, Vladimir Putin, il governo si dimette per permettere la costituzione del nuovo esecutivo.

## Situazione parlamentare

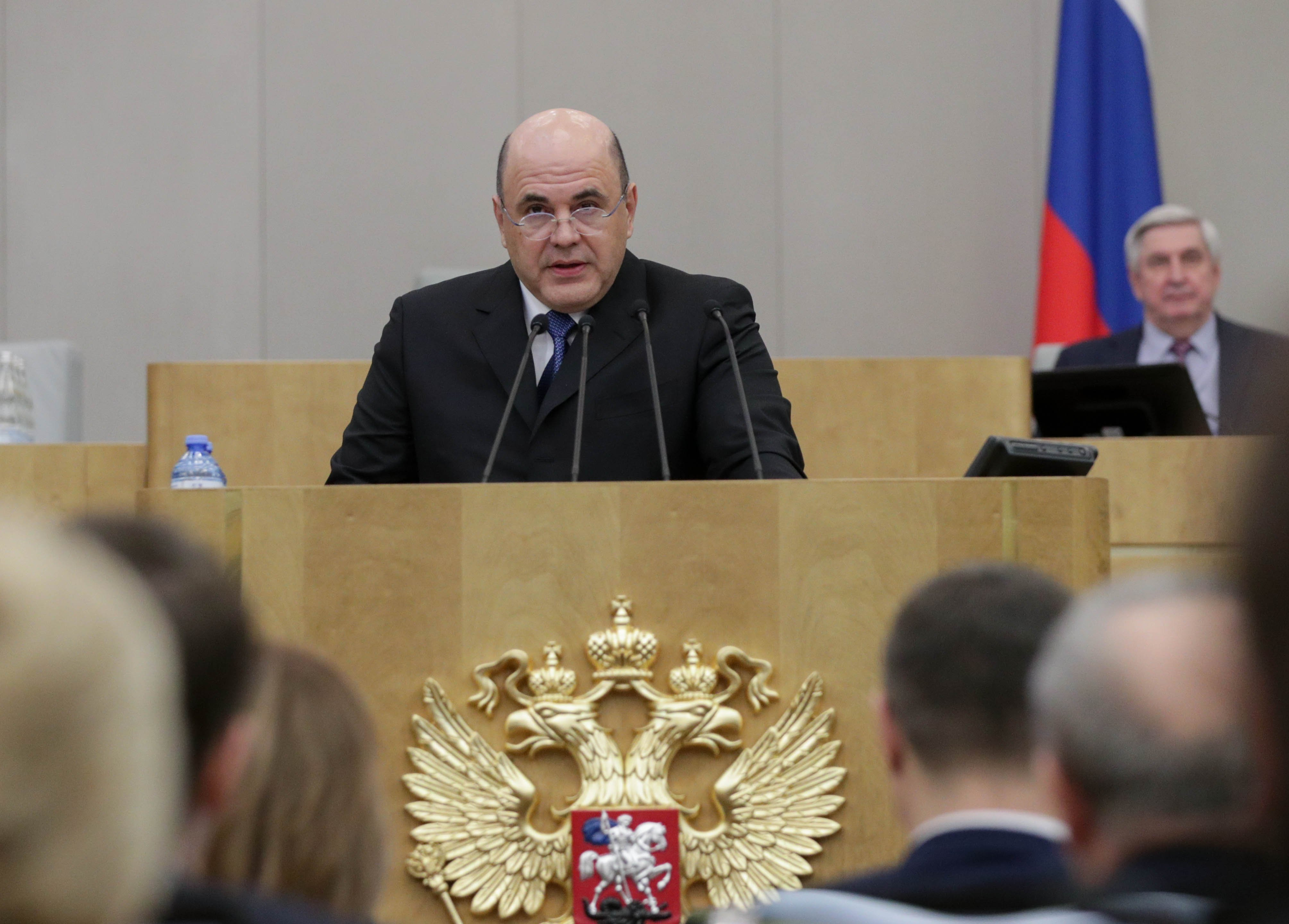
Mišustin alla Duma di Stato per ricevere la fiducia parlamentare, 16 gennaio 2020

Sulla base dei voti espressi dai gruppi parlamentari in occasione del voto di fiducia nei confronti di Michail Mišustin il 16 gennaio 2020, l'appoggio parlamentare al governo si poteva riassumere come segue:
| Camera        | Collocazione          | Partiti                                                | Seggi     |
| ------------- | --------------------- | ------------------------------------------------------ | --------- |
| Duma di Stato | Maggioranza/App. est. | ER (326) Appoggio esterno: LDPR (39), SZRP (17), R (1) | 383 / 450 |
| Duma di Stato | Astensione            | KPRF (41)                                              | 41 / 450  |
| Duma di Stato | Opposizione           | ER (15), KPRF (2), LDPR (1), SRZP (6), GP (1) VAC: (1) | 26 / 450  |

In seguito all’ insediamento della successiva legislatura (in cui il governo è rimasto comunque in carica), dopo le elezioni del 2021:
| Camera        | Collocazione          | Partiti                                                | Seggi     |
| ------------- | --------------------- | ------------------------------------------------------ | --------- |
| Duma di Stato | Maggioranza/App. est. | ER (325) Appoggio esterno: LDPR (22), SRZP (27), R (1) | 375 / 450 |
| Duma di Stato | Astensione            | KPRF (57)                                              | 57 / 450  |
| Duma di Stato | Opposizione           | NL (15), PDC (1), NI (1) VAC: (1)                      | 18 / 450  |

## Composizione
Indipendenti (IND)
     Russia Unita (ER)
| Carica                                                                                       | Titolare | Titolare | Titolare                                                      | Partito |
| -------------------------------------------------------------------------------------------- | -------- | -------- | ------------------------------------------------------------- | ------- |
| Capo del governo                                                                             |          |          | Michail Mišustin                                              | IND     |
| Vicecapo del governo                                                                         |          |          | Andrej Belousov (fino al 7 maggio 2024)                       | IND     |
| Vicecapo del governo                                                                         |          |          | Denis Manturov (dal 7 maggio 2024)                            | ER      |
| Vicecapo del governo Capo dello Staff del Gabinetto                                          |          |          | Dmitrij Grigorenko                                            | IND     |
| Vicecapo del governo (per i complessi agro-industriali, le risorse naturali e l’ecologia)    |          |          | Viktoria Abramchenko                                          | ER      |
| Vicecapo del governo (per le costruzioni e lo sviluppo regionale)                            |          |          | Marat Chusnullin                                              | IND     |
| Vicecapo del governo                                                                         |          |          | Jurij Borisov (fino al 15 luglio 2022)                        | IND     |
| Vicecapo del governo                                                                         |          |          | Denis Manturov (dal 15 luglio 2022 al 7 maggio 2024)          | ER      |
| Vicecapo del governo (per l’integrazione eurasiatica e la cooperazione con CIS, BRICS e G20) |          |          | Aleksej Overčuk                                               | IND     |
| Vicecapo del governo (per il complesso energetico-combustibile)                              |          |          | Alexander Novak (dal 10 novembre 2020)                        | ER      |
| Vicecapo del governo Inviato presidenziale per il Circondario federale dell'Estremo Oriente  |          |          | Jurij Trutnev                                                 | ER      |
| Vicecapo del governo (per le politiche sociali)                                              |          |          | Tat'jana Golikova                                             | ER      |
| Vicecapo del governo (per il turismo, lo sport, la cultura e le comunicazioni)               |          |          | Dmitrij Černyšenko                                            | IND     |
| Ministro dell'agricoltura                                                                    |          |          | Dmitrij Patrušev                                              | IND     |
| Ministro dell'edilizia e delle costruzioni                                                   |          |          | Vladimir Jakušev (fino al 9 novembre 2020)                    | ER      |
| Ministro dell'edilizia e delle costruzioni                                                   |          |          | Irek Faizullin (dal 10 novembre 2020)                         | IND     |
| Ministro della cultura                                                                       |          |          | Ol'ga Ljubimova                                               | ER      |
| Ministro della difesa                                                                        |          |          | Sergej Šojgu (fino al 7 maggio 2024)                          | ER      |
| Ministro dello sviluppo dell'Estremo Oriente e dell'Artico                                   |          |          | Aleksandr Kozlov (fino al 9 novembre 2020)                    | ER      |
| Ministro dello sviluppo dell'Estremo Oriente e dell'Artico                                   |          |          | Aleksej Olegovich (dal 9 novembre 2020)                       | IND     |
| Ministro dello sviluppo digitale, delle comunicazioni e dei mass media                       |          |          | Maksut Šadaev                                                 | IND     |
| Ministro dello sviluppo economico                                                            |          |          | Maksim Rešetnikov                                             | ER      |
| Ministro dell'istruzione                                                                     |          |          | Sergej Kravcov                                                | IND     |
| Ministro delle situazioni di emergenza                                                       |          |          | Evgenij Ziničev (fino all’8 settembre 2021)                   | IND     |
| Ministro delle situazioni di emergenza                                                       |          |          | Aleksandr Chupriyan (dall’8 settembre 2021 al 25 maggio 2022) | IND     |
| Ministro delle situazioni di emergenza                                                       |          |          | Aleksandr Kurenkov (dal 25 maggio 2022)                       | IND     |
| Ministro dell'energia                                                                        |          |          | Aleksandr Novak (fino al 9 novembre 2020)                     | ER      |
| Ministro dell'energia                                                                        |          |          | Nikolai Shulginov (dal 9 novembre 2020)                       | IND     |
| Ministro delle finanze                                                                       |          |          | Anton Siluanov                                                | ER      |
| Ministro degli affari esteri                                                                 |          |          | Sergej Lavrov                                                 | ER      |
| Ministro della sanità                                                                        |          |          | Michail Muraško                                               | IND     |
| Ministro degli interni                                                                       |          |          | Vladimir Kolokol'cev                                          | IND     |
| Ministro della giustizia                                                                     |          |          | Konstantin Čujčenko                                           | ER      |
| Ministro del lavoro e della tutela sociale                                                   |          |          | Anton Kotjakov                                                | IND     |
| Ministro delle risorse naturali e dell'ecologia                                              |          |          | Dmitrij Kobylkin (fino al 9 novembre 2020)                    | ER      |
| Ministro delle risorse naturali e dell'ecologia                                              |          |          | Alexander Kozlov (dal 10 novembre 2020)                       | ER      |
| Ministro della scienza e dell'educazione superiore                                           |          |          | Valerij Fal'kov                                               | IND     |
| Ministro dello sport                                                                         |          |          | Oleg Matycin                                                  | IND     |
| Ministro dei trasporti                                                                       |          |          | Evgenij Ditrich (fino al 9 novembre 2020)                     | IND     |
| Ministro dei trasporti                                                                       |          |          | Vitaly Savelyev (dal 9 novembre 2020)                         | ER      |
| Ministro dell'industria e del commercio                                                      |          |          | Denis Manturov                                                | ER      |